# Walter R. Booth
Pour les articles homonymes, voir Booth.
Walter R. Booth est un réalisateur et scénariste britannique né le 12 juillet 1869 à Worcester, décédé en 1938 à Birmingham.

## Biographie
Avant de rejoindre le cinéma naissant, Walter R. Booth était magicien. Il travailla d'abord avec Robert W. Paul, puis, à partir de 1906, avec Charles Urban. Il contribua au développement des effets spéciaux au cinéma, réalisant essentiellement des sujets fantastiques ou de science-fiction.

## Filmographie

### Comme réalisateur
- 1899 : Upside Down; or, the Human Flies
- 1900 : A Railway Collision
- 1901 : Le Déshabillage mystérieux (Undressing Extraordinary)
- 1901 : The Magic Sword
- 1901 : The Haunted Curiosity Shop
- 1901 : Artistic Creation
- 1901 : An Over-Incubated Baby
- 1901 : The Cheese Mites, or Lilliputians in a London Restaurant
- 1901 : The Waif and the Wizard
- 1901 : Scrooge; or Marley's Ghost
- 1902 : The Extraordinary Waiter
- 1903 : An Extraordinary Cab Accident
- 1904 : The ? Motorist
- 1907 : Willie's Magic Wand
- 1909 : The Airship destroyer
- 1911 : Aerial Anarchists
- 1912 : Santa Claus (en)